# Suzanne Farrell: Elusive Muse
Suzanne Farrell: Elusive Muse è un documentario del 1996 diretto da Anne Belle e Deborah Dickson sulla ballerina statunitense Suzanne Farrell.
Il film è stato candidato al premio Oscar al miglior documentario.